# Relations entre l'Accord de libre-échange nord-américain et l'Union européenne
Cet article court présente un sujet plus développé dans : Relations entre le Canada et l'Union européenne, Relations entre les États-Unis et l'Union européenne et Relations entre le Mexique et l'Union européenne.
Les relations entre l'Accord de libre-échange nord-américain et l'Union européenne sont les relations entretenues entre deux des trois composantes de la Triade. Les relations entre les États membres de l'ALENA et l'Union se font principalement au niveau des États membres de l'ALENA que de l'organisation.

## Compléments